# Henryk Petrich
Henryk Petrich (ur. 10 stycznia 1959 w Łodzi) − polski bokser, medalista olimpijski, mistrzostw świata i Europy.

## Życiorys
Wychowanek łódzkiego Widzewa. Walczył w wadze średniej (do 75 kg), a później w półciężkiej (do 81 kg). Nie mógł startować na olimpiadzie w Los Angeles 1984 z powodu bojkotu igrzysk przez PRL. Podczas zawodów "Przyjaźń-84", będących swoistym odpowiednikiem igrzysk olimpijskich dla zawodników z państw je bojkotujących, zdobył srebrny medal w wadze średniej. Na Mistrzostwach Europy w Budapeszcie 1985 odpadł w eliminacjach w wadze średniej. Zdobył brązowy medal podczas Mistrzostw Świata w Reno 1986 w tej samej wadze. Rok później został wicemistrzem Europy w Turynie 1987, także w wadze średniej. Podczas igrzysk olimpijskich w Seulu 1988 wywalczył brązowy medal w wadze półciężkiej.
Osiem razy zdobywał tytuł mistrza Polski: w wadze średniej w 1983, 1984, 1985 i 1986 oraz w wadze półciężkiej w 1987, 1988, 1990 i 1991. Trzykrotnie zwyciężył w Turnieju im. Feliksa Stamma w wadze średniej (w 1983, 1986 i 1987). Pięciokrotny drużynowy mistrz Polski (w barwach Legii Warszawa, w której walczył przez większość swojej kariery).
Głównym rywalem Petricha na krajowym ringu był Stanisław Łakomiec, a na międzynarodowym Henry Maske. Pokonał 6 razy późniejszego mistrza świata zawodowców w kategorii superśredniej, Svena Ottke. 
Był trenerem sekcji bokserskiej Legii Warszawa.